# روبر یکم
روبر یکم (انگلیسی: Robert I of France، ۱۵ اوت ۸۶۶ - ۱۵ ژوئن ۹۲۳ (۵۶ سال)، کنت پاریس بود که به عنوان پادشاه فرانک باختری از سال ۹۲۲ تا ۹۲۳ میلادی حکمرانی کرده است. وی پس از برکناری شارل ساده از قدرت به سلطنت رسید اما یک سال بعد در نبردی در نزدیک شهر سوآسون کشته شد و دامادش رائول، دوک بورگوندی به عنوان جانشین وی انتخاب شد.

## زندگی
روبر فرزند روبر نیرومند، کنت آنژو از همسرش آدلاید تور و در سال ۸۶۶ به دنیا آمد. همچنین او برادر اودو بود که در سال ۸۸۸ به عنوان پادشاه فرانک باختری انتخاب شد. با گذشت زمان فرانک باختری به پادشاهی فرانسه تبدیل شد. تحت پادشاهی اودو، پایتخت سلطنتی در پاریس ثابت شد. روبر و اودو از خاندان روبرتیان آمدند که از آن دودمان کاپت رشد کرد.
در سال ۸۸۵ روبر در دفاع از پاریس در جریان محاصره پاریس توسط وایکینگ‌ها شرکت کرد. او توسط اودو به عنوان حاکم چندین دوک‌نشین منصوب شد، از جمله کنت‌نشین پاریس، و ابات بسیاری از صومعه‌ها. روبر همچنین مقام «دوکس فرانکوروم» را که یک منزلت نظامی از اهمیت بالایی برخوردار بود، تضمین کرد.
وقتی برادرش در سال ۸۹۸ درگذشت، او مدعی تاج فرانک باختری نشد. در عوض برتری پادشاه کارولنژی، شارل سوم به رسمیت شناختت. سپس شارل، روبر را در دفاتر و دارایی‌هایش تأیید کرد و پس از آن به دفاع از شمال فرانک باختری در برابر حملات وایکینگ‌ها ادامه داد. روبر در سال ۹۲۱ گروه بزرگ وایکینگ‌ها را در دره لوار شکست داد، پس از آن مهاجمان شکست خورده به مسیحیت گرویدند و در نزدیکی نانت ساکن شدند.

## پادشاهی
صلح بین شاه شارل سوم و رعیت قدرتمندش تا حدود سال ۹۲۱ که طرفداری شارل نسبت به هاگانو شورش را برانگیخت به‌طور جدی مختل نشد. روبر با حمایت بسیاری از روحانیون و برخی از قدرتمندترین اشراف فرانک، اسلحه به دست گرفت، شارل را به لوتارنژی برد و خود در ۲۹ ژوئن ۹۲۲ تاج پادشاهی فرانک‌ها ("rex Francorum") در رنس را بر عهده گرفت.
حکومت روبر توسط رهبر وایکینگ‌ها رولو که در سال ۹۱۱ با اجازه شارل ساده در دوک‌نشین نرماندی ساکن شده بود، به چالش کشیده شد. در طول سلطنت روبر، رولو به شارل وفادار ماند، شارل همچنان به مخالفت با مقام او ادامه داد. شارل با جمع‌آوری ارتش، علیه روبر لشکر کشید و در ۱۵ ژوئن ۹۲۳ در نبرد سوآسون روبر کشته شد. با این حال، ارتش او در نبرد پیروز شد و شارل اسیر شد. شارل تا زمان مرگش در سال ۹۲۹ اسیر ماند. داماد روبر رودولف، کنت بورگوندی که با نام رائول نیز شناخته می‌شود، به سلطنت رسید.